# Naked (gruppo musicale)
Naked è una rock band finlandese fondata da Zack Schleidecker & the Muff e Mr.Tikka.

## Storia del gruppo
La band è stata fondata alla soglia del nuovo millennio, e nel 2004 incide il suo primo album "This one goes to eleven", e il singolo "Sister" li lancia definitivamente nello scenario musicale finlandese.
Ma è nel 2005 che i Naked conoscono il loro successo, grazie agli accordi firmati con il produttore inglese Dan Weeks, ma soprattutto grazie alla voglia di rock&roll "evergreen" firmato Naked.
L'ultimo album "Let's get naked... and start a revolution!" è un enorme successo in quasi tutta Europa e i singoli da esso tratti "High on blue love", "Revolution" e "Halleluja" sono tra i più ascoltati e scaricati del momento.